# 鼠男
鼠男（ねずみ男（ねずみおとこ））是日本漫畫家水木茂創作的漫畫「ゲゲゲの鬼太郎」（早期標題：「墓場の鬼太郎」）的主角鬼太郎最親密朋友兼損友。
通稱是和「GeGeGe的鬼太郎（ゲゲゲの鬼太郎）」相對的「BiBiBi的鼠男（ビビビのねずみ男）」。港譯：老鼠男（ATV版第三作早期）→星君鼠。

## 声优与演员
- 动画
  - 大塚周夫（第一作、第二作、墓場鬼太郎）
  - 富山敬（第三作）
  - 千葉繁（第四作）
  - 高木涉（第五作）
  - 古川登志夫（第六作）
- 游戏
  - 野沢那智（ゲゲゲの鬼太郎 異聞妖怪奇譚）
- 电影版
  - 大泉洋
- 李世揚、張敦喻（第六季）（台）曾秉輝（第三季）、林國雄（TVB第五季）、郭俊廷（電影版妖怪手錶：光影之卷 鬼王的復活）（港）

## 資料
- 身高：160cm
- 体重：49kg
- 年齢：約360歳
- 居住地：日本
- 學歷：妖怪大學「不清潔學系」→怠惰研究所「怠惰學系」[1]

特色:左邊有一顆痣

## 概要
臉孔為老鼠模樣、披著覆蓋著全身斗蓬的半妖怪，腦袋聰明但個性奸詐，
首度登場是在水木茂貸本漫畫時期的創作「墓場鬼太郎」中的1959年作品「下宿屋」裡出現。
因生活上不衛生加上貧困的關係，身上帶有不知名的皮膚病。
喜愛有關金錢的一切，或是漂亮的女人，也捣蛋，爱玩，还经常闯祸，欠过好几次钱。害怕猫咪或猫類的妖怪(尤其是貓女)。偶尔会天不怕地不怕。
鼠男是由人和妖怪所生的半妖；但也有他是在只有老鼠存在的無人島裡，在不知名的情況下突然現身在世上這樣的設定。

## 性格行為
鼠男在作品中多扮演著妄想著一步登天、想藉著各種詐騙行為來發一筆橫財的角色。
他時常出沒在鬼太郎家中串門子，雖然對於鬼太郎父子倆安守本份、平平淡淡生活、無償地幫助人類打敗
邪惡妖怪的行為不齒，但是一旦本身發生危機時，他也是第一個衝到鬼太郎面前求助的人。
每當遇到被其它妖怪攻擊時的生死關頭之際，鼠男總會想要安全地自保全身而退，若鬼太郎無法替他擋下危機之時，
他也會毫不猶豫作出搞窩裡反的背叛行為，而立刻投向敵方的陣營。
對於各種珍貴物品、奇異現象，鼠男都是抱持著好奇嚐鮮的態度，他也常向陌生人以「奇異現象愛好者」、「奇異現象研究家」自稱。另外也常作出一些有趣的嘗試和商業行為，但最後多沒好下場。

## 角色來源與評價
水木茂創作鼠男時的模特兒為他在連載貸本漫畫時遇到的社員「山田円太郎」。円太郎先生在作事上半途而廢、時時渴望著一大筆錢的生活態度，成為水木茂設計鼠男個性時的靈感來源。
鼠男是水木茂在鬼太郎作品中最喜愛的角色。水木茂曾表示鬼太郎對他來說是個正義伙伴、如超人般存在的角色，但也是個傻子，因為鬼太郎不會像平凡人一樣去在意生活上的安定與金錢，而鼠男這樣像現實般人類的行為，才能讓整個作品展現出該有的模樣。

## 能力
惡臭
因吃著腐敗的食物加上生活不清潔的情況下，鼠男嘴裡所發出的味道和放出來的屁有足以令人昏迷的程度。
齒
能以嘴中如老鼠般的囓齒來咬碎其它東西。

## 動畫版本
第一作
劇情多圍繞在他與鬼太郎父子三人身上。有胃炎、香港腳等毛病。
第二作
斗蓬色為藍綠色。和前作一樣常和鬼太郎一同行動。
因第二作貓女成為劇中正式班底的關係、開始有了後續動畫常出現的與貓女吵架場面。
第三作
斗蓬色為水藍色。喜愛第三作登場的少女天童夢子，常作出討好她的獻殷勤行為。
在第１０集「悪魔のメロディ・夜叉」裡表示自己是日本第一音癡，因此不怕劇中妖怪夜叉的音樂攻擊。另外也有許多趣味性的打扮演出。
第四作
斗蓬色為黃色。和原作一樣會常常作出投機取巧的詐騙行為，但也有不少像路邊小販般作生意、老實打工掙錢的場面。
與前幾作比來增加較多認真看待愛情、朋友兄弟關係方面的感情路線。
第五作
斗蓬色為黃棕色。经常给鬼太郎带来麻烦。一遇到坏妖怪一看到风头不对，就会马上倒转枪头。和鬼太郎是最好的朋友。
因第五作貓女與鬼太郎一同登場的頻率大增，戲份沒前四作那樣多，也較少做惡事的場面。偶爾會跟貓女一起打工。
第六作
斗篷色為深灰色。跟前幾作一樣有時會為了錢而和壞妖怪合作，但除了第二話的見上入道事件，基於對鬼太郎等人的畏懼，基本上都儘量將情況控制在不會引起鬼太郎注意的程度。
墓场鬼太郎
斗蓬色為黃色。性格喜好金錢利益、險惡、但有著好奇心的一面。臉上的鼠鬚所製成的藥膏能成為讓人返老還童的特效藥（原作漫畫則為身上的血液）。

## 電影版
演員大泉洋擔任。同樣有像原作中愛投機取巧、背叛鬼太郎的行為。
在第一部電影中他吃麵時與他對談的麵店老闆由竹中直人演出，碰巧的是竹中直人正好撰演過鬼太郎１９８５電視劇中的鼠男一角。
在第二部電影「千年咒歌」中，他給自己的頭銜為「奇異現象研究所所長─BiBiBi的鼠男」。